# Fufluns
Fufluns is een Etruskische godheid van de vruchtbaarheid en de wijn. Hij is het equivalent van de Griekse godheid Dionysos. Een van zijn tempels is gevonden in het Italiaanse dorpje Populonia, waar de plaatsnaam in muntvondsten aangeduid wordt als pupluna, pufluna of fufluna, hetgeen Stad van Fufluns betekent.
Oorspronkelijk lijkt Fufluns de Etruskische god van de groei en vegetatie geweest te zijn, blijkens de Etruskische stam *pople of *puple ("knoppen", "spruit"). Deze stam is ook terug te vinden in het Latijnse woord populus, volk.
Voor zover enige mythologie uit de Etruskische inscripties en beelden afgeleid kan worden, komt die overeen met overleveringen uit de Griekse mythologie. Fufluns werd vanaf ca. de 5e eeuw v.Chr., en waarschijnlijk zelfs sinds de 7e eeuw v.Chr. met Dionysos vereenzelvigd. Vandaar dat Fufluns in de overlevering ook genoemd wordt als Pacha, waarbij Pacha staat voor Bacchus.
In afbeeldingen op keramiek of in spiegelgraveringen is Fufluns de zoon van Tinia en Semla. Ook wordt hij geboren uit ofwel de heup, ofwel het been van Tinia. Op een Etruskische spiegelgravering bevindt zich een afbeelding van Tinia/Zeus met twee minnen, Mean en Thalna, alsook Apulu (Apollon). Ook komen afbeeldingen van Fufluns met zijn vrouw/bruid Areatha (Ariadne) voor. Een zwartfigurige Etruskische Hydria uit de 6e eeuw v.Chr. toont in dolfijnen veranderde piraten die Fufluns gevangengenomen hebben.
Enkel verschillen met de Griekse mythologie zijn te vinden in de iconografie van Fufluns, waar hij vaker dan in Griekse afbeeldingen weergegeven wordt als naakte jongeman, en de relatieve prominentie van zijn moeder Semla/Semele. Vaak worden ze bij elkaar weergegeven. Op een spiegelgravering staat bijvoorbeeld de naakte Fulfuns met het hoofd naar achteren neigend terwijl hij zijn moeder een kus geeft.
De culte van Fufluns werd mogelijk in verband met het Bacchanalenschandaal van 186 v.Chr. door de Romeinse staat onderdrukt. Livius geeft aan dat de "infectie" een Etrurische oorsprong had. In latere tijden worden geen bewijzen voor een verering van Fufluns meer gevonden, waarschijnlijk is zijn culte versmolten met die van Bacchus of Liber.
Aplu · 
Artume · 
Calu · 
Charun · 
Fufluns · 
Hercle · 
Laran · 
Lasa · 
Mean · 
Menrva · 
Nethuns · 
Phersipnei · 
Satre · 
Sethlans · 
Thalna · 
Tinia · 
Turms · 
Uni ·
Vanth